# Matthew Centrowitz
Matthew Centrowitz Jr. (Beltsville, 18 de outubro de 1989) é um atleta meio-fundista e campeão olímpico norte-americano especializado nos 1500 metros. Campeão mundial indoor e medalhista em campeonatos mundiais, sua medalha de ouro na Rio 2016 foi a primeira de um atleta de seu país naquela distância desde Londres 1908. Seu pai, Matthew Centrowitz Sr. ou "Matt" Centrowitz  como era conhecido em sua carreira, hoje técnico-chefe de atletismo da American University, foi um dos maiores fundistas dos Estados Unidos nos anos 1970 e 1980, quatro vezes campeão nacional e campeão pan-americano dos 5000 metros.

## Carreira
Destacando-se no atletismo desde a adolescência e conhecido por sua grande velocidade final em provas de longa e meia-distâncias, seu primeiro título internacional veio em 2007, aos 18 anos,  no Campeonato Pan-americano de Atletismo Júnior, realizado em São Paulo, Brasil, quando venceu os 1500 metros. Assim como seu pai, ele correu como universitário pela Universidade de Oregon de 2009 a 2011, quando tornou-se profissional. Com sua decisão, ele passou a ser patrocinado pela Nike e incluído no Nike Oregon Project, projeto de treinamento de atletas de alto rendimento da empresa dirigido pelo ex-maratonista Alberto Salazar, seu técnico e também de Mo Farah e Galen Rupp.
Em sua primeira competição adulta global internacional, ganhou a medalha de bronze nos 1500 m do Campeonato Mundial de Atletismo de Daegu 2011, aos 21 anos, atrás apenas de dois quenianos. No início do ano seguinte foi 7º colocado no Campeonato Mundial Indoor de Istambul   e qualificou-se nas seletivas norte-americanas para disputar a prova em Londres 2012; em Londres, ficou na 4ª colocação, apenas 0.04s atrás do marroquino Abadalaati Iguider, com o tempo de 3:35.17.
Em Moscou 2013, ganhou sua sua segunda medalha em um Campeonato Mundial de Atletismo, de prata, chegando em segundo na prova vencida pelo campeão olímpico em Pequim 2008 e  bicampeão mundial Asbel Kiprop, do Quênia. No ano seguinte, na etapa Herculis da Diamond League, em Mônaco, abaixou sua marca pessoal dos 1500 m para 3:31.09 e na mesma prova em 2015 fez sua atual melhor marca para a distância, 3:30.40. Ainda em 2015, foi oitavo colocado no Mundial de Pequim 2015.
O ano de 2016 viu o ápice da carreira de Centrowitz. Em março, ele tornou-se campeão mundial indoor ao vencer a prova no Campeonato Mundial de Pista Coberta de Portland, nos Estados Unidos e em agosto, na Rio 2016, ganhou a medalha de ouro nos 1500 m derrotando os campeões olímpicos de Pequim e Londres, Kiprop, o favorito, e Taoufik Makhloufi, da Argélia. Uma corrida extremamente lenta e tática, com um ritmo quase de treino de longa distância até a disparada dos corredores na última volta, deu a Centrowitz o tempo de 3:50:00 cravados, o mais lento desde Los Angeles 1932. Com a medalha de ouro, ele se tornou o primeiro americano a vencer esta prova em Olimpíadas desde Melvin Sheppard em Londres 1908, mais de um século antes.

## Melhores marcas pessoais
| Evento        | Marca   | Local       | País           | Data                    | Ref.   |
| ------------- | ------- | ----------- | -------------- | ----------------------- | ------ |
| 800 m         | 1:44.62 | Nova York   | Estados Unidos | 13 de junho de 2015     | [ 13 ] |
| 1500 m        | 3:30.40 | Monte Carlo | Mónaco         | 17 de julho de 2015     | [ 13 ] |
| 1500 m indoor | 3:35.91 | Nova York   | Estados Unidos | 20 de fevereiro de 2016 | [ 13 ] |
| Milha         | 3:50.53 | Eugene      | Estados Unidos | 31 de maio de 2014      | [ 13 ] |